# Lolita tiene un plan
Lolita tiene un plan fue un programa de televisión español de entrevistas, presentado por Lolita Flores y producido por Gestmusic que se emitió en 2017 en La 1.

## Formato
Durante aproximadamente una hora, la presentadora, a modo de anfitriona en su propio domicilio recibe a una serie de invitados de relevancia en el ámbito artístico y cultural. Durante ese tiempo se entrevista y se debate a modo de tertulia sobre temas de actualidad y de la trayectoria personal y profesional de los invitados.

## Presentador
| Presentador   | Profesión                       | Duración | Ediciones |
| ------------- | ------------------------------- | -------- | --------- |
| Lolita Flores | Cantante, actriz y presentadora | 2017     | 1         |

## Programas y audiencias
| Temporada | Temporada | Programas | Estreno             | Final                | Audiencia media | Audiencia media | Audiencia media |
| Temporada | Temporada | Programas | Estreno             | Final                | Espectadores    | Cuota           |                 |
| --------- | --------- | --------- | ------------------- | -------------------- | --------------- | --------------- | --------------- |
|           | 1         | 4         | 7 de agosto de 2017 | 28 de agosto de 2017 | 1 140 000       | 9,1%            |                 |
| Total     | Total     | 4         | 2017                | 2017                 | 1 140 000       | 9,1%            |                 |

### Lista de programas
| Programa | Invitado                                                                        | Título        | Día de emisión       | Audiencia | Cuota |
| -------- | ------------------------------------------------------------------------------- | ------------- | -------------------- | --------- | ----- |
| 1        | Lola Herrera, Cayetana Guillén Cuervo y Adriana Ugarte y Invitado: Edu Soto     | Actrices      | 7 de agosto de 2017  | 1 077 000 | 8,6%  |
| 2        | Niña Pastori, José Mercé y Sara Baras                                           | Flamenco      | 14 de agosto de 2017 | 1 066 000 | 9,9%  |
| 3        | Julia Otero, Luis del Olmo y Juan Luis Cano y Invitado: Àngel Llàcer            | Comunicadores | 21 de agosto de 2017 | 1 279 000 | 10,1% |
| 4        | Iván Helguera, Julio Salinas y Patxi Salinas y Invitado: Juanma López Iturriaga | Futbolistas   | 28 de agosto de 2017 | 1 137 000 | 7,8%  |